# Hermann Elting

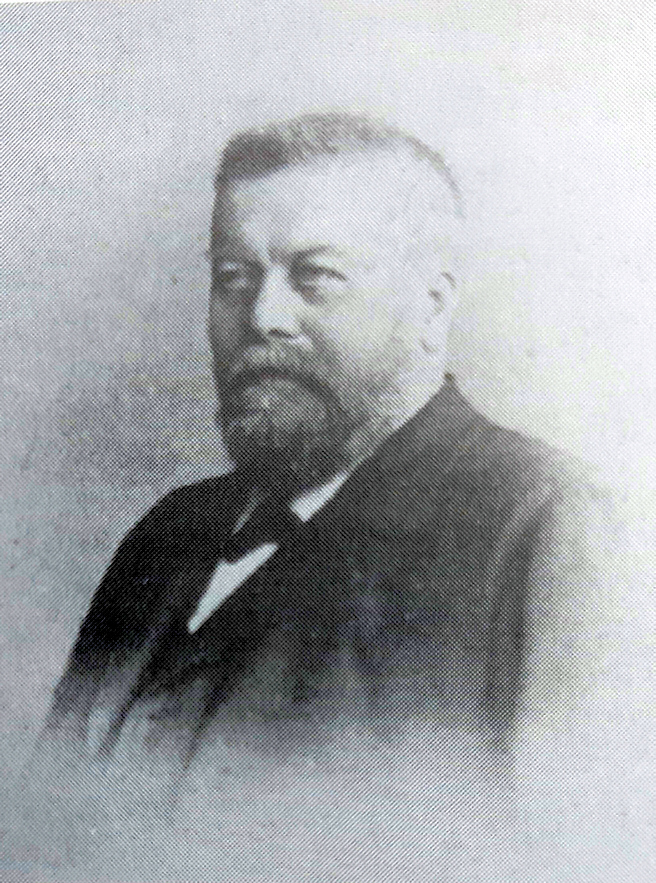
Hermann Elting

Hermann Joseph Elting (* 22. Mai 1838 in Isselburg; † 14. Juli 1898 in Essen) war ein deutscher Bauunternehmer und Stadtverordneter der Stadt Essen.

## Leben und Wirken
Hermann Elting war Zimmermeister und Holzhändler, er gründete 1866/1867 ein Bauunternehmen in Essen. Seit 1867 besaß er nahe der Holzstraße im heutigen Essener Nordviertel ein Sägewerk.
Elting war mit Elisabeth geborene Lindemann verheiratet. Sie hatten die Töchter Elisabeth und Franziska sowie einen Sohn Hermann. Elting wirkte in mehreren Organisationen und Vereinen kirchlicher und sozialer Art mit. So war er Gründer und langjähriger Präsident der Gesellschaft Erholung und langjähriger Vorsitzender der Gemeindevertretung der St.-Gertrudis-Pfarrei. Zudem war er stellvertretender Vorsitzender des Vereins zur Erziehung und Pflege katholischer idioter Personen beiderlei Geschlechts der Rheinprovinz am Franz Sales Haus. Auch war er unter anderem Mitglied im Katholisch kaufmännsichen Verein Essen (Ruhr), im Essener Männer-Gesangs-Verein sowie im Christilichen Arbeiterverein zu Essen. Zudem war er Mitglied im Verwaltungsrat der Krankenpflege-Anstalt der Barmherzigen Schwestern sowie erster Vorsitzender der Bau-Innung der Stadt Essen und Umgebung. Seit 1876 bis zu seinem Tode saß er als Stadtverordneter im Rat der Stadt Essen.
Im Essener Nordviertel ließ Elting Ende des 19. Jahrhunderts zahlreiche Wohnhäuser errichten, die das Stadtbild bis heute prägen. Sie dienten zunächst den Arbeitern der nahe gelegenen Zeche Victoria Mathias. Diese Siedlung wird heute Elting-Viertel genannt und stellt die erste und damit älteste planmäßige Innenstadterweiterung Essens dar. Zahlreiche dieser Häuser wurden zwischen 1987 und 1994 unter Denkmalschutz gestellt (siehe Liste der Baudenkmäler im Nordviertel (Essen)), nachdem einige nach Zerstörung im Zweiten Weltkrieg überwiegend originalgetreu wieder aufgebaut wurden. 
Nach Hermann Elting wurden 1895 die Hermannstraße und der Hermannplatz in diesem Stadtviertel benannt, seit 1937 heißen sie Eltingstraße und Eltingplatz.
Die Marktseite des alten Essener Rathauses zierten acht in Stein gehauene Köpfe der zehnköpfigen städtischen Baukommission, die die Errichtung dieses Rathauses vorantrieben, darunter die etwa 50 cm große Büste Hermann Eltings. Sie befindet sich im Original seit 2023 im Schaudepot des Ruhr Museums. Eine Replik ging in den Besitz seiner Nachkommen in Luxemburg. Eine weitere Replik soll nach geplantem Umbau des Eltingplatzes in Essen dort aufgestellt werden.
Hermann Elting starb nach kurzer schwerer Krankheit am 14. Juli 1898. Nach der Trauerfeier in der St.-Gertrudis-Kirche wurde er am 18. Juli 1898 auf dem Friedhof Segeroth beigesetzt. Nach dessen Auflassung kam sein Grabstein auf einen Friedhof nach Luxemburg, wo seine Nachkommen leben.